# 南林恩鎮區 (密蘇里州克里斯蒂安縣)
南林恩鎮區（英語：South Linn Township）是位於美國密蘇里州克里斯蒂安縣的一個行政鎮區。

## 地方資料
南林恩鎮區的面積為89.25平方千米，皆為陸地。根據2020年美國人口普查的數據，當地共有人口140人，而人口密度為每平方千米1.57人。